# Толлбой
Толлбой (англ. Tall Boy), он же подспинакерный стаксель (подспинакерник) — узкий дополнительный крыловидный парус, снабжённый латами и стальным ликтросом по передней шкаторине. 
Применялся на гоночных яхтах 1970—1980-х годов. Предназначался для постановки в переднем треугольнике совместно со спинакером для сглаживания потока воздуха на подветренной стороне грота. Служил для уменьшения завихрений, образующихся в этой зоне. Галсовый угол толлбоя крепился примерно на середине расстояния от пяртнерса мачты до основания штага. Для перемещения галсового угла в поперечном направлении оборудовался радиусным рельсом.
С изменением правил IOR, а также появлением новых материалов толлбой был признан слишком сложным в использовании и дорогим, и яхты перестали им снабжать. В XXI веке сохранился только в комплекте парусов некоторых, переделанных в крейсерские, яхт.